# Palliduphantes
Palliduphantes là một chi nhện trong họ Linyphiidae.